# Municipio de Reiner
El municipio de Reiner (en inglés: Reiner Township) es un municipio ubicado en el condado de Pennington en el estado estadounidense de Minnesota. En el año 2010 tenía una población de 87 habitantes y una densidad poblacional de 1,25 personas por km².

## Geografía
El municipio de Reiner se encuentra ubicado en las coordenadas 48°8′25″N 95°39′29″O / 48.14028, -95.65806. Según la Oficina del Censo de los Estados Unidos, el municipio tiene una superficie total de 69.75 km², de la cual 69,75 km² corresponden a tierra firme y (0 %) 0 km² es agua.

## Demografía
Según el censo de 2010, había 87 personas residiendo en el municipio de Reiner. La densidad de población era de 1,25 hab./km². De los 87 habitantes, el municipio de Reiner estaba compuesto por el 96,55 % blancos, el 1,15 % eran amerindios, el 2,3 % eran asiáticos. Del total de la población el 0 % eran hispanos o latinos de cualquier raza.